# Suzanne Basso
Suzanne Margaret "Sue" Basso (de soltera Burns; 15 de mayo de 1954 - 5 de febrero de 2014) fue una mujer estadounidense que fue una de los seis coacusados condenados en agosto de 1998 por la tortura y el asesinato de Louis "Buddy" Musso, de 59 años, un discapacitado mental que fue asesinado por el dinero de su seguro de vida. Fue sentenciada a muerte en octubre de 1999. Basso fue ejecutada mediante inyección letal el 5 de febrero de 2014. Antes de su ejecución, Basso había estado recluida en la Unidad Mountain View, en Gatesville, Texas, donde están encarceladas todas las mujeres condenadas a muerte del estado. En el momento del crimen, Basso vivía en Jacinto City, Texas, un suburbio de Houston.

## Primeros años
Suzanne Margaret Burns nació el 15 de mayo de 1954 en una familia de Schenectady, Nueva York. Fue una de los ocho hijos de Florence (de soltera Garrow) y John Richard Burns. Su madre era la hermana mayor del asesino en serie Robert Garrow. De las tres niñas de la familia, Suzanne era la más joven. Fue abusada física y sexualmente cuando era niña. Una historia entre la familia es que cuando su madre la sorprendió con un paquete de cigarrillos, en lugar de hacerla fumar uno, la obligó a comerlos.
Se casó con un marine llamado James Peek a principios de la década de 1970. Su nombre se convirtió en "Sue Peek" como resultado de su matrimonio. La hija de Sue Peek nació en 1973 y su hijo en 1974. James Peek fue arrestado en 1982 por abusar de su hija y fue condenado por tomar libertades indecentes con un niño. A principios de la década de 1990, James y Sue Peek y los niños se mudaron a una residencia en Houston, Texas. La familia cambió su apellido por el de O'Malley y adoptó una identidad irlandesa-estadounidense. Durante su estancia en Houston, trabajó en ocasiones como guardia de seguridad en un complejo de apartamentos.
En 1993, Sue Peek mantuvo una relación sentimental con un hombre de Nueva Jersey llamado Carmine Basso, propietario de una empresa llamada Latin Security and Investigations Corp. Nunca se divorció de James Peek, por lo que no pudo casarse con Basso, que se trasladó a su residencia. Peek permaneció en la casa durante un tiempo antes de trasladarse a otra residencia en Houston. A pesar de no poder casarse con Basso, cambió su apellido por el de Basso y empezó a referirse a él como su marido. Carmine Basso murió en 1997.

## Víctima
Louis Charles “Buddy” Musso (26 de marzo de 1939 - 25 de agosto de 1998), nació en el distrito de Manhattan en Nueva York, tenía una discapacidad intelectual y se había casado cuando era joven, pero su esposa murió de cáncer en 1980, dos años después de dar a luz a su hijo Tony. En 1997, Musso vivía en una residencia asistida en Cliffside Park, Nueva Jersey, cerca de la ciudad de Nueva York, y trabajaba como empaquetador en una tienda ShopRite. A los 58 años, conoció a Suzanne Basso, que entonces tenía 43, en un bazar de la iglesia cerca de su casa. Iniciaron una relación a distancia y él planeó mudarse a Texas con Basso. Se trasladó al área de Houston el 14 de junio de 1998.

### Asesinato de Louis "Buddy" Musso
El asesinato de Musso tuvo lugar 16 días después de su llegada a la residencia de los Basso. Entre los autores estaban Basso, su hijo James O'Malley, Bernice Ahrens Miller y sus hijos, Craig y Hope Ahrens, y el prometido de Hope, Terence Singleton. Los perpetradores obligaron a Musso a realizar tareas para ellos, y éste presentaba heridas antes de ser asesinado. Según O'Malley, Musso fue asesinado en el apartamento de Miller, donde le golpearon y quemaron con cigarrillos mientras estaba sentado en una alfombra de juego para niños. El grupo también utilizó un cepillo de alambre en él, y luego lo metieron en una bañera que estaba llena de limpiador de cocina y lejía. Pusieron ropa sobre el cuerpo de Musso antes de abandonarlo en Galena Park, Texas. Un corredor encontró el cuerpo y llamó a la policía. El Departamento de Policía de Galena Park dictaminó que la muerte de Musso se debió a un "traumatismo múltiple por impacto".

## Juicio, sentencia a muerte y ejecución

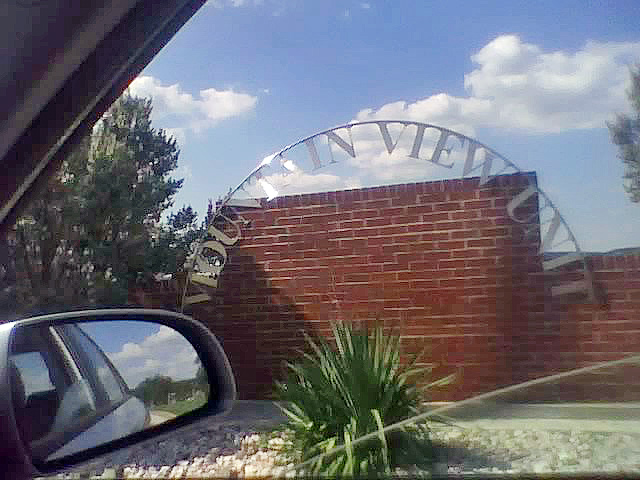
La Unidad Mountain View tiene el corredor de la muerte estatal para mujeres de Texas

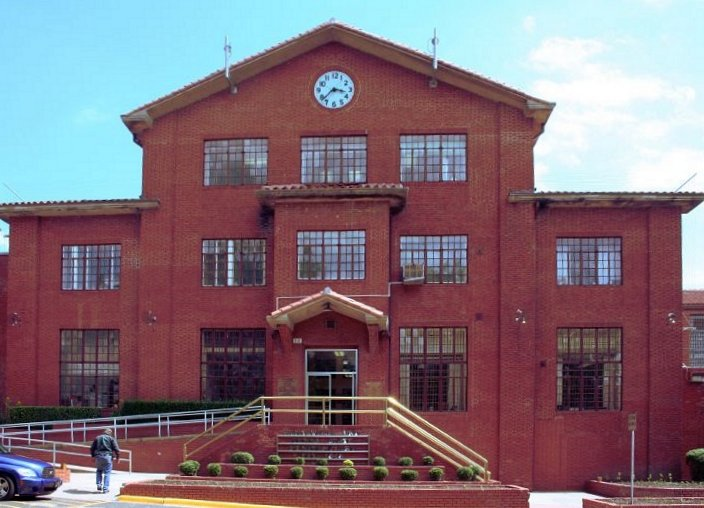
La Unidad de Huntsville tiene la cámara de ejecución del estado de Texas

Mary Lou Keel, jueza del distrito de Texas, estableció que la mayoría de los sospechosos tuvieran juicios individuales. Los fiscales fueron Colleen Barnett y Denise Nassar. El juicio de O'Malley estaba programado para comenzar el 13 de abril de 1999. El juicio de Craig Ahrens estaba programado para comenzar ese mismo mes. Miller y Singleton iban a ser juzgados juntos en un juicio que comenzaría en mayo. El juicio de Hope Ahrens estaba programado para junio. El último juicio, el de Basso, estaba previsto para julio.
O'Malley fue declarado culpable de asesinato capital y recibió una sentencia de cadena perpetua. Miller fue condenado por asesinato y recibió 80 años de prisión. Craig fue condenado por asesinato y recibió 60 años de prisión. Singleton fue condenado por asesinato capital y recibió una sentencia de cadena perpetua. El juicio de Hope resultó en un jurado sin decisión, pero ella aceptó un acuerdo a cambio de testificar contra Basso. Recibió una sentencia de 20 años y desde entonces ha sido liberada de la prisión. Suzanne Basso fue declarada culpable y sentenciada a muerte. Basso fue detenida en la Unidad Mountain View del Departamento de Justicia Criminal de Texas (TDCJ) en Gatesville mientras estaba en el corredor de la muerte.
Dado que Texas ya no atiende las solicitudes de última comida en el corredor de la muerte, Basso comió la comida habitual de la prisión: pollo al horno, pescado, huevos cocidos, zanahorias, judías verdes y pan de molde. Fue ejecutada el 5 de febrero de 2014 en la unidad de Huntsville del TDCJ. Cuando se le preguntó si tenía una última declaración, respondió al director de la prisión: "No, señor". Fue declarada muerta a las 6:26 p. m. CST, 11 minutos después de que se le administrara una dosis letal del fármaco pentobarbital.

## Estadísticas
Como resultado de la decisión de la Corte Suprema de EE. UU. de 1976 en Gregg v. Georgia, se restableció la pena capital en los Estados Unidos. Con su ejecución, Basso se convirtió en:
- La decimocuarta mujer ejecutada en EE. UU. desde 1976
- La quinta mujer ejecutada en Texas desde 1976
- El asesino número 1366 ejecutado en EE. UU. desde 1976
- El asesino número 510 ejecutado en Texas desde 1976
- El séptimo asesino ejecutado en EE. UU. en 2014
- El segundo asesino ejecutado en Texas en 2014